# Schönwald (Bavorsko)
Schönwald je město v německé spolkové zemi Bavorsko, v zemském okrese Wunsiedel im Fichtelgebirge. Nachází se v blízkosti hranic s Českou republikou. Je známé především výrobou porcelánu.

## Historie
První osídlení oblasti se předpokládá již ve 12. století. První dokumentovaná zmínka o obci však pochází až z roku 1316. Schönwald byl od roku 1412 do roku 1791 v držení purkrabích z Norimberka, a poté jejich nástupců, markrabat z Bayreuthu. Markrabství Ansbachsko-Bayreuthské (a s ním i Schönwald) přešlo roku 1791 do majetku Pruského království. Po čtyřleté francouzské okupaci byl Schönwald připsán roku 1810 Bavorskému království. V roce 1938 byla obec povýšena na tržní město (Markt).
17. května 1954 byly Schönwaldu propůjčeny bavorským ministrem vnitra městská práva.
Schönwald se stal členským městem mikroregionu Přátelé v srdci Evropy.

## Památky
- katolický kostel sv. Marie
- evangelický kostel
- památník 1. a 2. světové války
- křížový kámen
- zámek Sophienreuth v místní části Sophienreuth

## Doprava
Městem prochází spolková silnice č. 15, a železniční trať Cheb – Oberkotzau. V blízkosti se nachází dálnice A93 (Fichtelgebirge Autobahn).

## Osobnosti obce
- Michel Lippert (1897–1969), příslušník SS
- Peter Bauer (* 1949), politik

## Partnerská města
- Pusignan, Francie